# Den Grønne Nøgle
Green Key eller Den Grønne Nøgle er turismens internationale miljømærke. Ordningen er startet i Danmark, men er nu tildelt til omkring 3.200 virksomheder i omkring 65 lande. De lande det drejer sig om hele Norden, Tyskland, Frankrig og Holland i Europa og Japan, Puerto Rico, Mexico og Marokko udenfor de europæiske grænser.
Green Key gives til virksomheder i turistbranchen, som gør noget ekstra for at beskytte miljøet. En miljømærket virksomhed skal leve op til mange konkrete og relevante miljøkrav, som sikres ved en omfattende godkendelsesprocedure og ved løbende kontrol.
I Danmark er der tildelt Green Key til omkring 150 virksomheder fordelt på hoteller, vandrehjem, konference- og kursussteder. Der gives også miljømærker igennem deres søstermærker til campingpladser, restauranter og idrætsanlæg, og kriterierne er justeret til hver virksomhedstype.
Green Key hører under den internationale miljølæreorganisation FEE og er en selvstændig forening med egne internationale og nationale styregrupper. I Danmark ligger sekretariatet i HORESTA.